# Zeche (Niesky)
Zeche (bis Ende des 19. Jahrhunderts Moholzer Ziegelscheune, danach bis ca. 1971 Zeche Moholz) ist ein Dorf im Landkreis Görlitz in Sachsen. Es gehört zum Ortsteil See der Stadt Niesky. Ursprünglich war Zeche ein Ortsteil der Gemeinde Moholz, die am 1. April 1938 nach See eingemeindet wurde. Seit der Eingemeindung von See am 1. April 1974 gehört Zeche zu Niesky.

## Lage
Zeche liegt in der Oberlausitz auf einer Waldlichtung, rund zwei Kilometer nordwestlich von Niesky. Umliegende Ortschaften sind Sandschenke im Norden, Neuhof im Südosten, See im Südwesten, Moholz im Westen und Petershain sowie Neu-Kosel im Nordwesten. Rund 500 Meter östlich von Zeche liegt die Bundesstraße 115.
In der Umgebung von Zeche sind unter anderem Bodenschätze wie Alaune, Ton und Braunkohle zu finden.

## Geschichte
Die Bezeichnung „Zeche Moholz“ war ursprünglich die Bezeichnung für die nordöstlich des Ortes gelegene Braunkohlegrube (siehe Zeche) in der Gemeinde Moholz. Die Kolonie war ursprünglich eine Ziegelei und hieß zunächst Moholzer Ziegelscheune. In der zweiten Hälfte des 19. Jahrhunderts wies die Siedlung bereits drei Ziegeleien, eine Mahlmühle, ein Sägewerk und zwei Kohlegruben auf. Der Ort wurde schließlich in Zeche Moholz umbenannt. 1890 wurde die Ausflugsgaststätte Gasthof zum Waldfrieden in der Ortsmitte eröffnet. Zeche gehörte damals als Teil der Landgemeinde Moholz zum Landkreis Rothenburg (Ob. Laus.) im preußischen Regierungsbezirk Liegnitz der Provinz Schlesien. 1919 wurde die Provinz Schlesien geteilt und Zeche kam an die Provinz Niederschlesien.
Am 1. April 1938 kam Zeche mit der Auflösung der Gemeinde Moholz im Rahmen einer Kommunalreform in die Gemeinde See. Im gleichen Jahr wurden Ober- und Niederschlesien wieder zu einer Provinz Schlesien vereinigt, die drei Jahre später wieder aufgelöst wurde. Nach dem Ende des Zweiten Weltkrieges wurde die Zeche Teil der Sowjetischen Besatzungszone. Die Gemeinde See und ihre Ortsteile wurden am 16. Januar 1947 Teil des Landkreises Weißwasser-Görlitz, der im folgenden Jahr in Landkreis Niesky umbenannt wurde. Seit 1949 gehörte Zeche zur DDR, bei der Kreisreform am 25. Juli 1952 wurde die Gemeinde See dem Kreis Niesky im Bezirk Dresden zugeordnet. 1971 wurde der Ort nur noch mit dem Namen Zeche bezeichnet. Am 1. April 1974 wurde die Gemeinde See mit den Dörfern Moholz und Zeche in die Stadt Niesky eingegliedert.
Nach der Wiedervereinigung lag Zeche zunächst im Landkreis Niesky im Freistaat Sachsen, dieser ging bei der Kreisreform im Jahr 1994 im neuen Niederschlesischen Oberlausitzkreis auf. Am 1. August 2008 wurde der Niederschlesische Oberlausitzkreis mit dem Landkreis Löbau-Zittau und der kreisfreien Stadt Görlitz zum Landkreis Görlitz vereinigt.